# Oligotoma minuta
Oligotoma minuta is een insectensoort uit de familie Oligotomidae, die tot de orde webspinners (Embioptera) behoort. De soort komt voor in India.
Oligotoma minuta is voor het eerst wetenschappelijk beschreven door Mukerji in 1930.